# József Csuhay

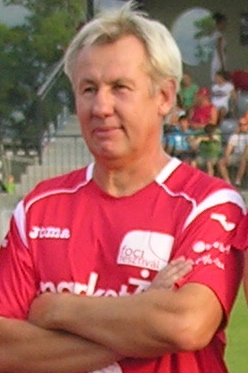
2011

József Csuhay (Eger, 12 de julho de 1957) é um ex-futebolista húngaro que atuou pela seleção de seu país nas Copas do Mundo de 1982 e 1986.